# 國家語法日
國家語法日（英語：National Grammar Day）是美國一個由私人提倡的節日，日期定於每年的3月4日。
國家語法日最早於2008年由瑪莎·布羅肯布魯羅設立，她也是Things That Make Us [Sic]一書的作者及「良好語法促進學會」（Society for the Promotion of Good Grammar）的創辦人。節日的目的在於提倡，並且推廣正確的美式英語語法。

## 外部鏈結
- 國家語法日官方網站